# Manuel Casas Fernández
Manuel Casás Fernández (La Coruña, 17 de agosto de 1867-La Coruña, 30 de julio de 1960) fue un abogado, periodista, escritor y político español.

## Biografía
Redactor del semanario coruñés El Danzante, fue fundador y presidente del Instituto de Estudios Gallegos. Ingresó en la Real Academia Gallega el 13 de marzo de 1936, siendo el quinto presidente de este institución durante el período de semiclandestinidad que sucedió a la Guerra Civil (1942 a 1960). Durante la Restauración fue en tres ocasiones alcalde de La Coruña: 1916-1917, 1917-1919 y 1925-1930.

## Obras
- El Regionalismo en Galicia, 1893.
- El factor económico en la delincuencia de los menores, 1921.
- Proceso del catalanismo. Antecedentes históricos, literarios y políticos, 1932.
- Concepción Arenal y su apostolado, 1936.
- Los delincuentes en la literatura y en el arte, 1953.
- Episodios Gallegos, 1953, Ediciones Galicia.